# SN 1963Q
SN 1963Q – supernowa odkryta 14 września 1963 roku w galaktyce IC1195. W momencie odkrycia miała maksymalną jasność 17,00m.